# Aeroporto Internazionale di Bandar Abbas
L'aeroporto internazionale di Bandar Abbas (IATA: BND, ICAO: OIKB) (in persiano فرودگاه بین المللی بندرعباس‎) è un aeroporto internazionale situato a 12 chilometri a est della città di Bandar Abbas, nella provincia di Hormozgan, nel sud dell'Iran. L'aeroporto ha collegamenti aerei con diverse città dell'Iran e dei paesi del sud del Golfo Persico. Nel 2017 ha avuto un traffico di 1.289.000 passeggeri. Questo aeroporto è in grado di gestire aeromobili widebody come Boeing 777 o Boeing 747.

## Incidenti
- Il volo Iran Air 655 fu abbattuto dopo essere partito da Bandar Abbas nel 1988.
- Un McDonnell Douglas F-4 Phantom II della Niru-ye Havayi-ye Artesh-e Jomhuri-ye Eslami-e Iran, l'aeronautica militare iraniana, si è schiantato vicino a Bandar Abbas il 14 ottobre 2012, uccidendo due piloti.[2]